# ザ・タイムズ・オブ・インディア
ザ・タイムズ・オブ・インディア（The Times of India）は、インドの日刊の英字新聞である。英字新聞としての発行数は世界最多であり、2022年時点で世界の新聞発行数4位の約300万部が発行されている。
1838年11月3日にThe Bombay Times and Journal of Commerceとして発行され、1850年からは日刊紙となり、1861年に現在の名称となった。当初は毎週土曜と隔週の水曜に発行された。19世紀、800人以上の従業員がイギリス人経営者に雇われヨーロッパやアメリカ大陸、インド亜大陸との間を汽船によって流通していた。インドの独立後、インド人に経営が移り現在はベネット・コールマン社（ザ・タイムズ・グループ）により所有されている。同社はまたThe Economic Times, Mumbai Mirror, Navbharat Times（ヒンディー語） Maharashtra Times（マラーティー語）を発行している。2007年1月からはバンガロールでカンナダ語版が発行されている。
本社はニューデリーにあり、インドの各地において個別のエディションがある。また、朝日新聞と提携している。

## 発行地
- アフマダーバード
- インドール
- カーンプル
- ゴア
- コルカタ
- ジャイプル
- スーラト
- チェンナイ
- チャンディーガル
- デリー
- ナーグプル
- ハイデラバード
- パトナ
- バンガロール
- ブヴァネーシュヴァル
- プネー
- ボーパール
- マイソール
- マンガロール
- ムンバイ
- ラーンチー
- ラクナウ